# 12317 Madicampbell
12317 Madicampbell eller 1992 HH1 är en asteroid i huvudbältet som upptäcktes den 24 april 1992 av Spacewatch vid Kitt Peak-observatoriet. Den är uppkallad efter Margaret Diane Campbell.
Asteroiden har en diameter på ungefär 13 kilometer och den tillhör asteroidgruppen Hoffmeister.